# Interfax
Interfax (russisk: Интерфакс) er et uafhængigt nyhedsbureau i Rusland, der blev etableret i 1989.
Bureauet har 1.500 journalister og reportere i hele verden og fokuserer på nyheder i Europa og Asien.
Interfax har kontorer i London, New York, Frankfurt am Main, Hong Kong, Shanghai, Peking, Denver, Moskva, Warszawa, Budapest, Prag, Kyiv, Minsk og Almaty.